# Intrínseco
Intrínseco es un término utilizado frecuentemente en filosofía para designar lo que corresponde a un objeto por razón de su naturaleza y no por su relación con otro.
Se llama denominación intrínseca la manera de ser que conviene a una sustancia como tal y no en sus relaciones. Se habla también de certeza y evidencia intrínseca, posibilidad intrínseca, gloria intrínseca de Dios, etc. Intrínseco se denomina a aquello que es esencial. Más no tiene denominación por si sola la palabra no influye ninguna denominación.